# Border Collie

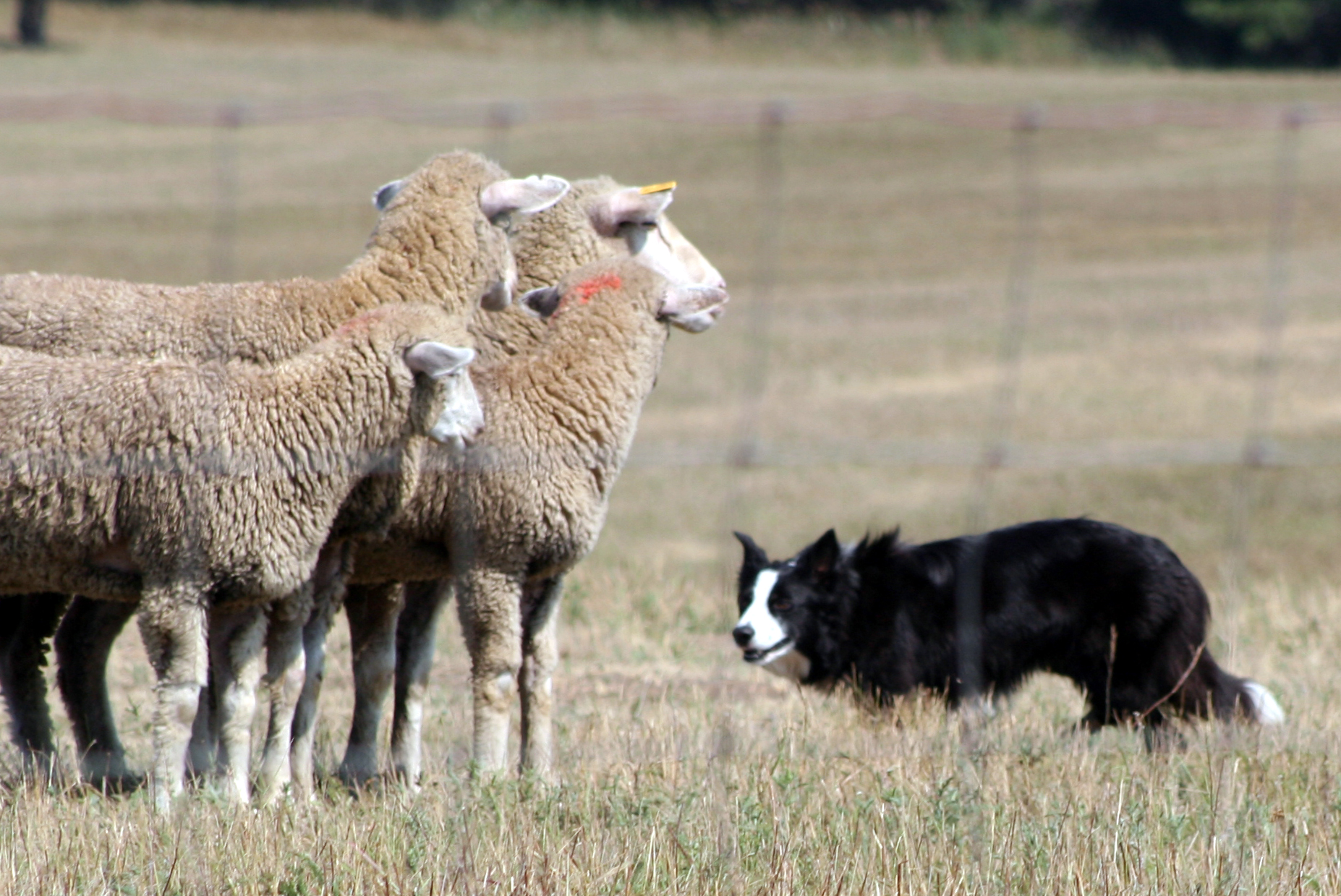
Border Collie beim Hüten

Der Border Collie (engl. für Grenzland-Collie) ist eine von der FCI anerkannte Rasse von Arbeits- und Hütehunden aus Großbritannien (FCI-Gruppe 1, Sektion 1, Standard Nr. 297).

## Herkunft und Geschichtliches
Es kursieren zahlreiche Mythen über die Frühzeit der Border Collies, doch nur wenig ist wirklich bewiesen.
Die ersten Berichte über arbeitende Schäferhunde in Europa stammen aus dem römischen Reich aus der Zeit kurz vor Christi Geburt, nachdem die Römer Gallien erobert und in Britannien eingefallen waren. Die Römer bezeichneten Hütehunde als Canis pastoralis. Es ist anzunehmen, dass sie Schafe nach Britannien brachten, sowie Jagd- und Arbeitshunde exportierten.
Auch Angelsachsen brachten Nutztiere mit, die sich bald über ganz England ausbreiteten.
Mit der Eroberung Englands durch Wilhelm den Eroberer kamen 1066 Normannen ins Land und verwüsteten 1069 den Norden. Dies ging als The Harrying of the North, die Plünderung des Nordens in die Geschichte ein. Der neu eingesetzte normannische Adel baute nach 1082 den komplett vernichteten Viehbestand der Lowlands und Northumbria wieder auf und holten sich neue Schafe samt Hunde, die wohl vorwiegend aus Südengland und Wales stammten.
Die Hunde der Highlands waren davon nicht betroffen. Ihr Schutz waren die morastigen Hochebenen, für die sich die Normannen nicht interessierten.
Die erste Beschreibung über die Arbeitsweise eines Schafe hütenden Hundes stammt von Abraham Flemming, der 1880 das früheste englische Werk über Hunde von John Caius Of Englishe Dogges, the diuersities, the names, the natures, and the properties." (dt: Von englischen Hunden, den Unterschieden, den Namen, den Naturen und den Eigenschaften.) aus dem Jahre 1576 übersetzte.
Ob sich das auf Border Collies bezieht, ist sehr fraglich, denn England und Schottland bildeten eigenständige Königreiche und Caius spricht ja ausdrücklich von englischen Hunden.

„This dogge either at the hearing of his masters voice, or at the wagging and whisteling in his fist ... bringeth the wandring weathers and straying sheepe, into the selfe same place where his masters will and wishe ... wherby the shepherd reapeth this benefite, namely, that with little labour and no toyle or moving of his feete he may rule and guide his flocke ... either to have them go forward, or to stand still, or to drawe backward, or to turne this way or to take that way.“

„Sobald dieser Hund die Stimme seines Herrn, das Winken seiner Hand oder den Pfiff mit der Faust wahrnimmt, bringet er die umher irrenden Schafe an eben jenen Ort, den sein Meister wünscht, so dass der Schäfer mit nur wenig Arbeit und Mühe, ohne Beanspruchung seiner Füße, seine Herde beherrschen und leiten kann …  ob sie nun vorwärts gehen, still stehen oder sich zurückziehen soll, oder hierhin abbiegen, oder jenen Weg nehmen.“

Mit der Vereinigung der Königreiche Schottland und England 1709 wuchs der Bedarf an Fleisch und Wolle und es kam zur Einrichtung von Viehmärkten, auf denen die Bauern ihr Vieh zum Verkauf brachten. Bald schon durchzog ein Wegenetz ganz Schottland und Viehtreiber trieben wochenlang Rinder,  Schafe und auch ein paar Pferde zu den Märkten, von wo es dann nach Northumbria ging. Hunde aus ganz Schottland trafen hier aufeinander.
Als um 1760 die Wollpreise langsam anzogen, wurden zahlreiche Menschen von ihren kleinen Pachthöfen vertrieben, um Schafe zu halten. Was folgte, war neben einer großen Auswanderungswelle auch ein explosiver Anstieg der Schafzucht, die sich jedoch weitestgehend auf die schottischen Lowlands, die Pennines und Cumbria bezog. Um 1840 sollen sich im Tryst genannten jährlichen Viehmarkt von Falkirk in den schottischen Lowlands über 125.000 Schafe und 75.000 Rinder versammelt haben, um von den englischen Aufkäufern erworben zu werden. 2000 Viehtreiber mit ihren Hunden bildeten ein Zeltdorf und trieben die Tiere dann anschließend bis zum Londoner Smithfield Market, der mindestens ähnlich groß war. Schließlich wurde im Schnellverfahren der Bau von Eisenbahnen genehmigt, womit die riesigen Viehtriebe endeten.
Im Jahre 1840 erfolgte in Northumberland, England, die Gründung des „Collie Clubs“ durch herrschaftliche Liebhaber, die ihrerseits 1858 die Anerkennung als Rasse durchsetzten. Zu dieser Zeit galten Rough-, Smooth und Border Collies noch als eine einzige Rasse schottischer Schäferhunde, die abgegrenzt von englischen Schäferhunden waren. Doch die zunehmende Zucht auf Schönheit, die besonders in Northumbria konzentriert war, wurde von den Schäfern zunehmend kritisiert, und so kam es, dass sich 1906 mit der Gründung der International Sheepdog Society auch der Border Collie als arbeitender Collie vom Collieclub trennte und ein eigenes Zuchtbuch eröffnete, in dem alle aktiv hütenden Collies eingetragen wurden.
Die Rassebezeichnung „Border Collie“ soll 1915 der damalige Sekretär der International Sheep Dog Society James Reid erfunden haben, wobei er sich auf die geographische Herkunft bezog, das Border Country – das Grenzland zwischen England und Schottland. 
Inzwischen steht der Border Collie für eine ganze Reihe außergewöhnlich guter Hütehunde und wurde auch zum Mitbegründer neuer Rassen wie der Australian Shepherds und der Kelpies.
Als Stammvater des heutigen Border Collies gilt heute Old Hemp (1893–1901), Stammbuch Nr. 9, im Besitz des Farmers Adam Telfer aus West Woodburn in Northumberland. Dieser Hund verfügte über außergewöhnliche Hütefähigkeiten und wurde schnell zum bedeutendsten Zuchtrüden seiner Rasse. Bekannt ist, dass sein Enkel Sweep mit Telfer zweimal die Hütehundemeisterschaft der International Sheep Dog Society gewann. Ein weiterer Nachkomme mit dem passenden Namen Young Hemp gewann 1924 die International Farmers’ Championship Sheepdog. Hindhope Jed, ein weiterer Nachkomme,  gewann drei der wichtigsten Hütehundewettbewerbe Schottlands, wurde nach Neuseeland verkauft und kurz darauf sowohl in Neuseeland als auch in Australien Hütehund-Champion. Aus demselben Zwinger von  John Elliot aus Hindhope, Schottland, wurde auch ein Welpe an die britische Königin Victoria (Vereinigtes Königreich) verschenkt und entfachte ihre Liebe zu den Collies.
Schnell dominierten die Border Collies die Schafzucht am anderen Ende der Welt und wurden unter unterschiedlichsten Namen geführt und mit anderen Hunden verschiedenster Art gekreuzt. So entstand eine bunte Nachkommenschaft mit unterschiedlichsten Namen.
Das Chaos war komplett, als zeitweise nahezu alle Hütehunde, die mit Schafen aus Europa ankamen, kurzerhand als Smithfield Collies bezeichnet wurden. Die Leute gingen einfach davon aus, dass all diese Hunde vom Smithfield Market in London stammten, wobei hier inzwischen auch Schafe und Hunde aus ganz Nordeuropa gehandelt wurden. Ähnliches passierte auch in Amerika. Bis heute gibt es in Tasmanien einen Hütewettbewerb für Smithfield Collies, bei dem jeder Hütehund antreten kann.
Von der FCI wird der Border Collie seit 1976 anerkannt. In Deutschland gibt es Border Collies seit den 1970er Jahren, 1978 wurde der erste Border Collie ins Zuchtbuch des Clubs für Britische Hütehunde eingetragen.
Die International Sheep Dog Society hat bis heute noch keinen Rassestandard für Border Collies herausgebracht. Für diese Züchtervereinigung zählt ausschließlich die Arbeitsleistung des Hundes am Hüteobjekt, sie führt ein Register der arbeitenden Hunde. 1873 fanden die ersten Sheepdogtrials, Hütewettbewerbe, statt (en Sheepdog: Schafhund/Schäferhund, Trial: Prüfung, Test). Später entstanden Regeln für diese Wettbewerbe und heute finden sie in vielen Ländern, auch in Deutschland, statt.
Der Border Collie wurde lange Zeit ausschließlich mit Blick auf seine Hütefähigkeit gezüchtet.
| Jahr       | 2023 | 2022 | 2021 | 2020 | 2019 | 2018 |
| Welpenzahl | 1170 | 1110 | 1426 | 1283 | 1126 | 1075 |

## Beschreibung

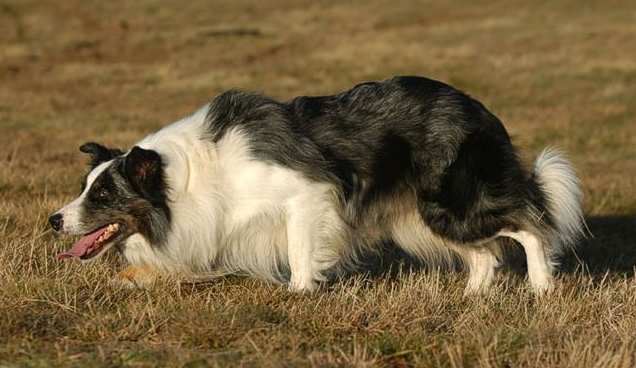
Körperhaltung des Border Collies beim Hüten

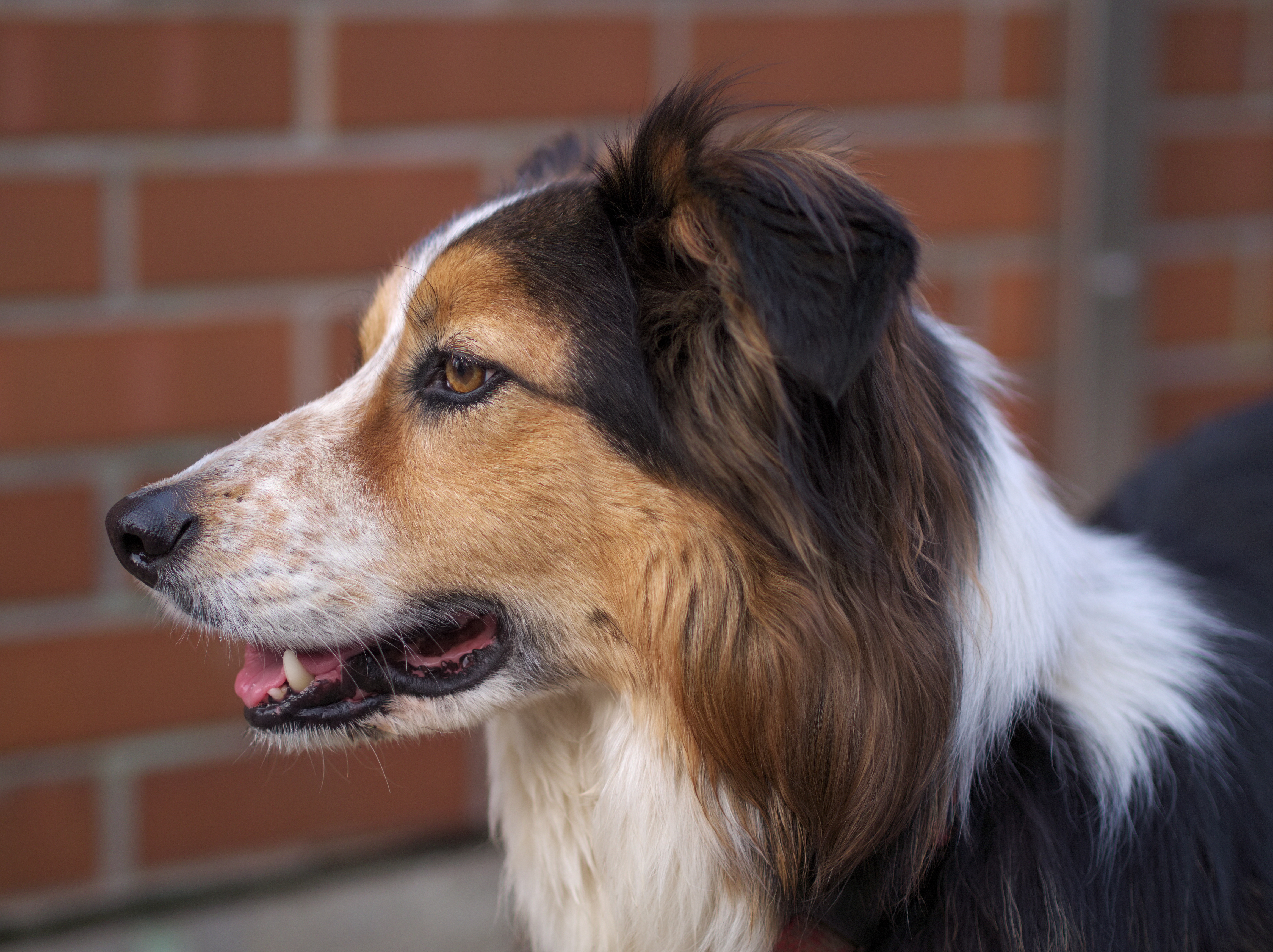
Dreifarbiger Border Collie

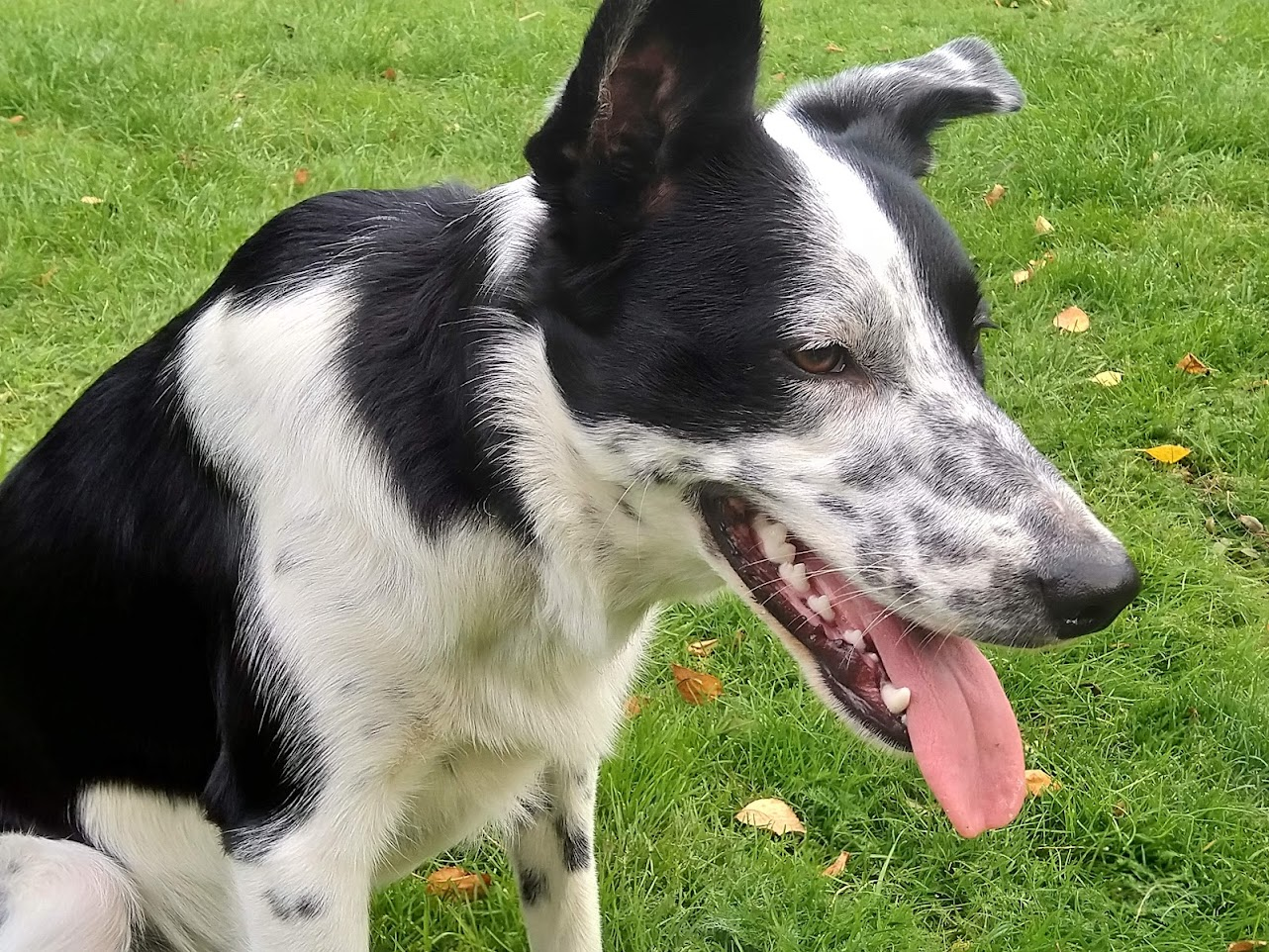
Junger, kurzhaariger Border Collie

Der Körperbau ist harmonisch, mehr lang als hoch, bei arbeitenden Hunden sehr muskulös und für Schnelligkeit, Beweglichkeit sowie Ausdauer besonders gut geeignet. 
Zwei Fellvarianten sind laut Rassestandard der FCI anerkannt, eine mit mäßig langem Fell und eine stockhaarige. Beide sollen dichtes Haarkleid mit dichter Unterwolle und mittlerer Textur haben. Bei mäßig langem Fell sind Mähne, Hosen und Fahnen erwünscht. Das Fell im Gesicht, an den Ohren sowie den Vorderläufen – mit Ausnahme der Fahnen – und den Hinterläufen vom Sprunggelenk bis zum Boden soll kurz und glatt sein. 
Viele Farben sind erlaubt, wobei weiß nie vorherrschen sollte. Beispielsweise gibt es folgende Farben: Schwarz-weiß, Tricolor, Rot, Blau, Blue-merle, Red-merle, Schwarz-weiß gemottelt, Zobelfarben, Australian red, Lilac. Bei allen Farben kann auch Tan, ein heller Braunton, in Form von Abzeichen hinzukommen (Tricolor). Der Kopf ist breit mit ausgeprägtem Stop. Die Nase hat je nach Fellfarbe die Farbe schwarz, braun oder schiefer. 
Der Fang ist mäßig kurz und kräftig mit vollständigem Scherengebiss. Die Augen sind breit voneinander angesetzt oval und von mittlerer Größe. Sie sind braun, außer bei Blue-Merles, bei denen ein oder beide Augen teilweise oder ganz blau sein dürfen. Die mittelgroßen Ohren stehen aufrecht oder nach vorne gekippt. 
Die Rute ist mäßig lang, aber mindestens bis zum Sprunggelenk, gut behaart, tief angesetzt und wird nie über den Rücken getragen.
Die Bewegung sollte frei, fließend und unermüdlich sein. Die Pfoten sollten dabei möglichst wenig abgehoben werden, damit sich der Hund schleichend und mit großer Geschwindigkeit bewegen kann.

## Krankheiten
Wie bei anderen Collies tritt beim Border Collie der MDR1-Defekt gehäuft auf, der eine Überempfindlichkeit gegenüber mehreren Arzneistoffen hervorruft. Die Rasse ist von der Collie Eye Anomaly (CEA), einer vererbbaren Augenerkrankung, betroffen. Es existieren für den Border Collie genetische Untersuchungsmöglichkeiten auf Collie Eye Anomaly, Canine Ceroid-Lipofuszinose (CL) – eine unheilbare tödliche Stoffwechselerkrankung – und Trapped Neutrophil Syndrome (TNS) – eine Knochenmarkserkrankung, bei der keine weißen Blutkörperchen in den Blutkreislauf abgegeben werden können. Diese Untersuchungen erlauben entsprechende Zuchtstrategien, um die Krankheiten zu verhindern.
Bei Merle × Merle-Züchtungen treten bei den Welpen häufig angeborene Defekte wie Taubheit und Blindheit auf. Deshalb ist diese Zuchtvariante in Deutschland verboten und wird als Qualzucht bezeichnet. In Amerika kommt es immer wieder zu erlaubten Merle × Merle-Verpaarungen, Tiere mit angeborenen Defekten werden getötet. Dies gilt auch für Frankreich, wo eine Merle × Merle-Verpaarung beantragt werden kann.

## Verwendung und Haltung
Lange wurde der Border Collie fast ausschließlich als Hütehund für Schafe auf den Britischen Inseln gehalten. Durch das rasche Ansteigen der Popularität des Agility-Sports in England und Europa wurde diese Rasse auch abseits von Farmen immer beliebter. In den letzten Jahren wurde diese Hunderasse, nicht zuletzt durch Filme wie Ein Schweinchen namens Babe, auch als Familienhund immer gefragter.
Border Collies brauchen generell viel Beschäftigung, aber auch Phasen, in denen sie ausreichend Ruhe finden. Je mehr Aktivität sie angeboten bekommen, desto mehr fordern sie diese auch ein. Sie lernen sehr schnell, was auch für Fehlverhalten gilt, das sich so manifestieren kann. Sie sind sehr aufmerksame, sensible und lebhafte Hunde, die eine konsequente Erziehung benötigen. Nicht ausgelastete, stark unterforderte und missverstandene Border Collies können zu schwierigen, manchmal sogar verhaltensgestörten Hunden werden.
Katharina von der Leyen schreibt, der Border Collie sei „ein wunderbarer Familienhund“, vorausgesetzt, er werde ausreichend beschäftigt. Sie schreibt weiter, ein Border Collie gehöre „allerdings wirklich nur in die Hand eines Herrn, der es ernst meint mit diesen Hunden und ihnen Auslauf, Aufmerksamkeit, Aktivität und Unterordnung bietet, die diese Hunde auch verdient haben.“

## Berühmte Border Collies und Würdigung als Hütehund
- Old Hemp, der als Stammvater aller Border Collies gilt
- Rico (* 1994, † 2008) erlangte Berühmtheit, weil er 1999 bei der Fernsehsendung Wetten, dass..? 77 Wörter den jeweiligen Spielzeugen zuordnen und die Gegenstände auf Kommando aus einem Nebenraum holen konnte. Danach folgten Auftritte in anderen Fernsehsendungen, wie z. B. Stern TV, bei der Rico mehr als 250 verschiedene Spielzeuge unterscheiden konnte. Seine Fähigkeiten waren Gegenstand wissenschaftlicher Untersuchungen, die u. a. in der Fachzeitschrift Science veröffentlicht wurden.